# Francesca Le
Francesca Le cũng gọi là Francesca Lé hoặc Erica Estrada sinh ngày 28.11.1970) là một nữ diễn viên và đạo diễn phim khiêu dâm người Mỹ. Cô sinh tại Los Angeles, California, Hoa Kỳ. Cô đã xuất hiện trong hơn 200 phim khiêu dâm, và đạo diễn trên 40 phim cùng loại. Các năm gần đây cô cũng quyết tâm bắt tay vào làm các phim video khiêu dâm bằng vật khêu gợi (fetish), trong đó có các cuộc đấu vật (wrestling) nữ và đấu vật hỗn hợp nam nữ.

## Các giải thưởng
- 1994: Giải AVN cho cảnh làm tình tập thể hay nhất (phim) – New Wave Hookers 3 (với Crystal Wilder, Tyffany Million, Lacy Rose, Jon Dough, và Rocco Siffredi[4]
- 2005: Giải AVN cho cảnh làm tình bằng miệng hay nhất (Video) – Cum Swallowing Whores 2 (với Ava Devine, Guy DiSilva, Rod Fontana, Steven French, Scott Lyons, Mario Rossi & Arnold Schwarzenpecker)[5]
- AVN Hall of Fame[6]
- XRCO Hall of Fame[7]
- 2009 Người đoạt giải CAVR – MILF of Year[8]